# Stakes Winner
Stakes Winner (ステークスウィナー?, Sutēkusu Uinā) è un videogioco sportivo arcade incentrato sulle corse dei cavalli, sviluppato da Saurus e pubblicato da SNK nel 1995 per il Neo Geo. Venne convertito l'anno dopo (1996) per le piattaforme PlayStation, Neo Geo CD e Sega Saturn. Queste ultime versioni, distribuite solo in Giappone, hanno il nome completo di Stakes Winner - GI kanzen seiha e no michi (ステークスウィナー GI完全制覇への道?, Sutēkusu Uinā - GI kanzen seiha e no michi, lett. "Stakes Winner: La strada per il dominio completo del GI").

## Modalità di gioco
In Stakes Winner, il giocatore partecipa ad una serie di gare ippiche svolgenti nei reali ippodromi del Sol Levante, dove sfiderà gli otto fantini avversari controllati dal computer. Lo scopo principale di ogni gara è quello di ottenere la qualificazione tagliando il traguardo al terzo posto e oltre; se riesce ad arrivare primo riceverà tutto il premio in denaro allora in palio. Nel caso non si qualificasse la partita termina a meno che non inserisce più crediti per continuare a giocare.
Il gameplay del titolo è simile a quello di Winning Post della Koei. All'inizio della partita, al giocatore viene chiesto di scegliere uno qualsiasi degli otto cavalli disponibili, ognuno con i propri punti di forza e di debolezza. Il medesimo lo controlla con il joystick mentre vengono utilizzati due pulsanti di azione; uno che controlla le redini per piccole accelerazioni che consumano piccole porzioni della resistenza del destriero e un altro per la frusta per una velocità elevata, che la consuma però drasticamente e se la resistenza si esaurisce completamente, la corsa viene abbandonata per un breve periodo. Due rapidi tocchi sul joystick in qualsiasi direzione consentono al cavallo di spingere indietro un avversario di fronte a loro, tuttavia farli sul lato opposto riducono la velocità. Sulla pista sono presenti anche dei power-up che il giocatore può raccogliere; alcuni esempi sono la carota, che aumenta la stamina del destriero, e un paio di ali, che invece incrementano di poco la velocità.
Infine, dopo alcune gare, il giocatore potrà migliorare le prestazioni del proprio cavallo facendolo allenare in una delle tre tipologie di terreno: erba, terra e fango. Egli, se vuole ragggiungere il punto d'arrivo entro i 55-60 secondi che ha a disposizione, deve accelerare premendo più volte il tasto ed evitare allo stesso tempo delle talpe.

## Musica
Il brano arrangiato a 16-bit presente in Stakes Winner, ascoltabile nel tutorial e durante le prove bonus è Camptown Races.

## Accoglienza
In Giappone, la rivista Game Machine elencò Stakes Winner nel numero del 1º novembre 1995 come la quarta unità arcade di maggior successo del mese.